# Sistema emopoietico
Il sistema emopoietico è l'insieme degli organi e dei tessuti in cui avviene la produzione degli elementi corpuscolari del sangue (globuli rossi, globuli bianchi, piastrine).
Il processo di formazione degli elementi figurati del sangue, detto emopoiesi avviene in vari organi attraverso successive trasformazioni di un'unica cellula progenitrice detta emoblasto.